# Yongkang (Zhejiang)
Yongkang (Chinees: 永康), voorheen bekend als Lizhou is een stad en een arrondissement in de prefectuur Jinhua in de provincie Zhejiang.
Bij de volkstelling van 2020 had de stad zelf 638.563 inwoners. Het arrondissement had 964.203 inwoners. Met de in het westen vastgegroeide stad Yiwu heeft het een agglomeratie van 2,7 miljoen inwoners.

De Chinese naam Yongkang betekent "eeuwig welzijn". De stad werd officieel opgericht in 245 na Christus in het Wu-koninkrijk, tijdens de periode van de Drie Koninkrijken (220–280 na Christus). In de afgelopen twee decennia is de stad bekend geworden om zowel haar agressieve promotie van toerisme als haar bloeiende hardwareproductie-industrie. Yongkang wordt algemeen beschouwd als "de hardwarehoofdstad van China".